# Niccolò Amenta
Niccolò Amenta, né à Naples le 18 octobre 1659 où il est mort le 21 juillet 1719, est un poète et dramaturge italien.

## Biographie
Né à Naples en 1659, il fut, pendant ses quatorze premières années, affligé d’une maladie des yeux, qui le força de rester tout ce temps enfermé dans une chambre, sans voir le jour. Dès qu’il en fut guéri, il fit des progrès rapides dans ses études, fut reçu docteur en droit, et se distingua bientôt, à Naples, dans la profession d’avocat. Il fit son délassement de la culture des lettres, et s’appliqua surtout à l’étude de la langue italienne, qu’il écrivit avec une grande pureté, et sur laquelle il a laissé des observations, et d’autres écrits. Amenta mourut à Naples, le 21 juillet 1719.

## Œuvres
On a de lui :
- Sept comédies en prose, savoir : La Costanza, Il Forca, la Fante, La Somiglianza, La Carlotta, La Giustina, et Le Gemelle, que l’on compte parmi les meilleures de son temps.
- Rapporti di Parnaso, etc., 1re partie, qui n’a pas été suivie d’une 2e, Naples, 1710, in-4°. Ces rapports sont dans le genre des Ragguagli di Parnaso de Boccalini, sinon que ceux-ci roulent souvent sur la politique et sur la morale, au lieu que ceux d’Amenta n’ont pour objet que l’histoire littéraire et des matières d’érudition.
- Des observations sur Il torto e 'l diritto del non si può, etc., ouvrage sur la langue italienne, par le P. Daniello Bartoli, sous le nom de Ferrante Longobardi, publiées avec l’ouvrage même, dans l’édition de Naples, 1717, in-8°, et réimprimées de même avec des remarques de l’abbé Cito ; Naples, 1728, in-8°.
- Della Lingua nobile d’Italia, etc., autre ouvrage sur la langue divisé en deux parties, publié à Naples, en 1723, in-4°.
- Les vies de deux hommes de lettres, monsignor Scipione Pasquale de Cosenza, et Lionardo, poète napolitain.
- Vingt-quatre Capitoli, ou pièces satiriques, dans le genre des Capitoli du Berni, du Lasca, et autres poètes burlesques, Naples, 1721, in-12.
- Des Rime, ou poésies diverses, éparses dans différents recueils.